# اراده (روان‌شناسی)
اراده (انگلیسی: Volition) فرآیندی شناختی‌ است که با آن یک فرد دست به تصمیم‌گیری می‌زند تا عمل خاصی را انجام دهد. اراده بدین‌ معنا به‌تلاش هدف‌مند تعریف می‌شود و یکی از کارکردهای روان‌شناختی اولیهٔ انسان است.